# 트라야누스의 파르티아 원정

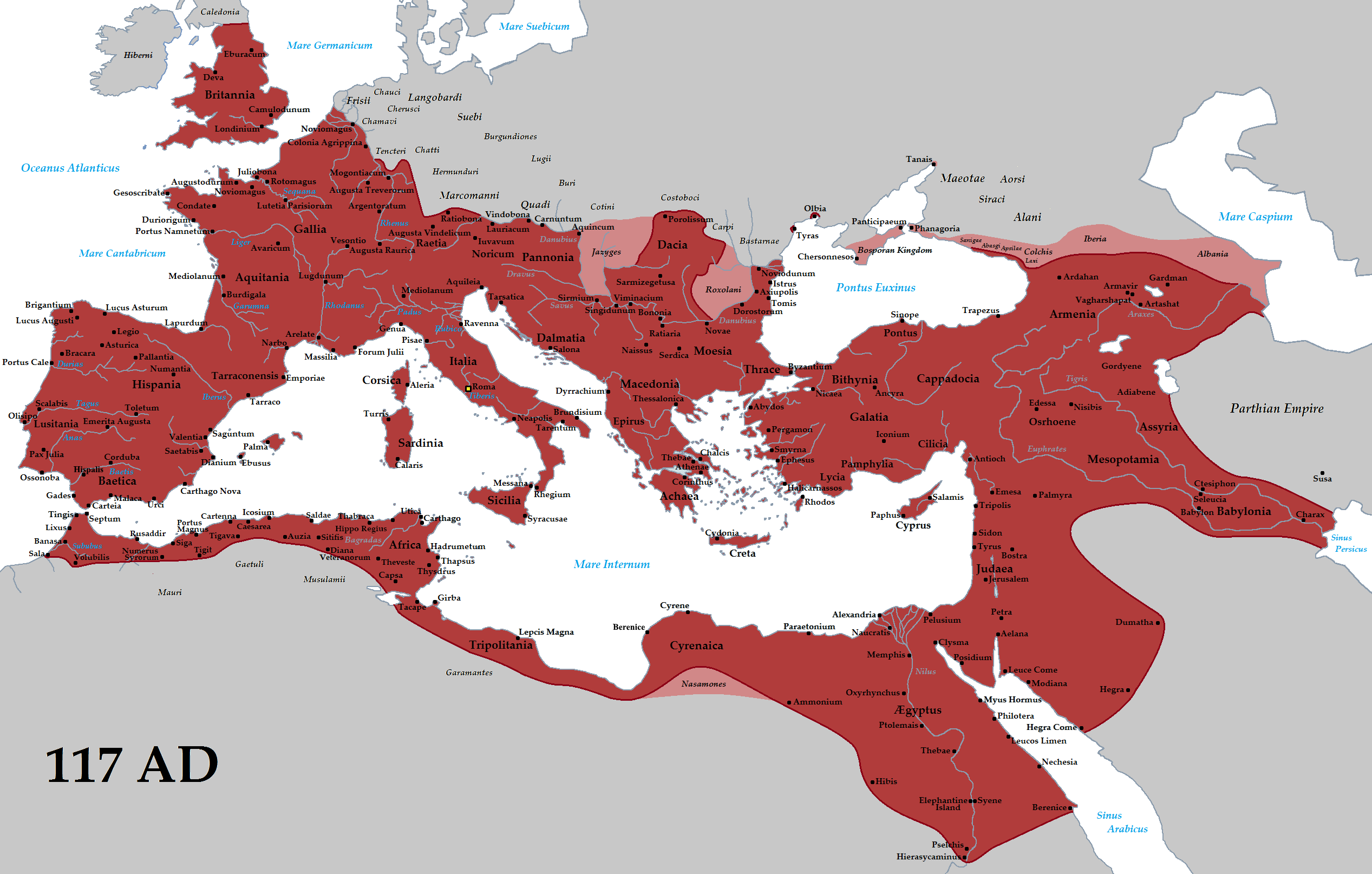
트라야누스 치세 로마 제국의 범위 (117년)

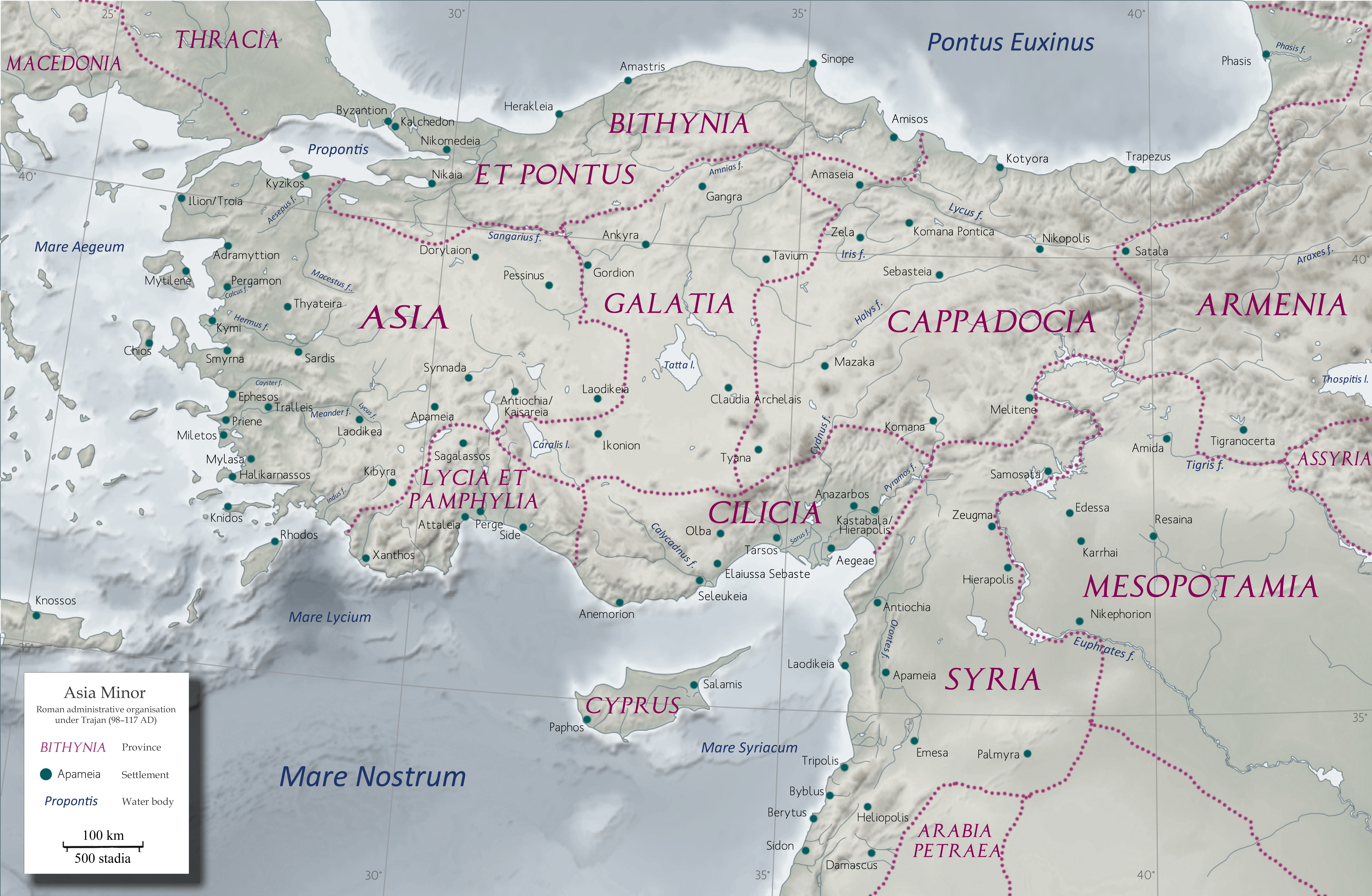
트라야누스 치세 아나톨리아, 서부 캅카스, 북부 레반트

트라야누스의 파르티아 원정, 또는 트라야누스의 파르티아 전쟁은 로마 제국 황제 트라야누스가 115년에 메소포타미아에서 파르티아 제국을 상대로 벌인 전쟁이다. 전쟁은 처음에는 로마에 성공적이었으나, 지중해 동부와 북아프리카에서 일어난 대규모 반란과 117년의 트라야누스의 죽음 등을 동반한 여러 악재 속에서 로마의 전쟁 중단으로 막을 내렸다.
113년에, 트라야누스는 파르티아에 대한 결정적 승리와 아르메니아 합병을 통하여 ‘동방 문제’에 관한 최종적 해결을 위한 순간이 여물었다고 결심했다. 그의 정복은 파르티아에 대한 호마의 정책 변화와 로마 제국의 ‘대전략’ 중점의 변동을 시사하였다. 114년에, 트라야누스는 아르메니아를 공격하여, 로마 속주에 합병시키고 친척인 파르티아 왕 오스로에스 1세가 아르메니아 왕으로 옹립한 파르타마시리스를 제거했다.
115년에, 로마 황제는 메소포타미아 북부로 진격하여 마찬가지로 로마에 합병시켰다. 이 지역의 정복은 필수적인 것으로 여겨졌는데, 그렇지 않았다면 아르메니아의 돌출지가 남쪽의 파르티아군에 차단될 수 있었기 때문이었다. 이후로 로마군은 페르시아만으로 강을 타고 내려가기 앞서 파르티아의 수도 크테시폰을 점령했다.
하지만, 이때 지중해 동부, 북아프리카, 메소포타미아 북부에서 반란이 반란하는 동시에, 로마 영토에서 대규모 유대인의 반란이 일어났고, 이는 로마의 군사적 역량에 상당한 해를 입혔다. 트라야누스는 하트라를 점령하는 데 실패했고, 이 실패는 파르티아의 완전한 제압을 하지 못하게 했다. 파르티아의 병력은 로마의 중요 지점들을 공격했고, 셀레우키아, 니시비스, 에데사에 있던 로마 수비병들은 지역민들에게 내쫓겼다. 트라야누스는 메소포타미아의 반란군을 제압해내고, 허수아비 왕으로 파라타마스파테스를 세우고 시리아로 철수했다. 트라야누스는 파르티아와 전쟁을 재개할 수 있는 상황에서 117년에 사망했다.
트라야누스의 파르티아 원정은 ‘두 세기간 이어진 정치적 태도와 격렬한 대립 관계’의 정점이라는 다른 방식들로 이해되기도 한다. 그는 메소포타미아에 성공적인 공격을 이뤄낸 첫 로마 황제였다. 아르메니아와 메소포타미아에 대한 그의 원대한 계획은 "동방 정복이라는 전략적 현실성에 대한 잘못된 이해와 폭동이 미칠 수 있는 것에 대한 과소평가 등으로 만들어진 상황들로 결국에 중단되었다”.

## 배경
113년에 트라야누스는 약 50년 전인 네로 시대 이래로 로마와 파르티아 제국이 헤게모니를 두고 다툰 아르메니아 왕국의 왕좌에 로마가 받아들일 수 없는 왕을 앉힌 파르티아의 결정에 자극을 받아, 자신의 마지막 원정에 착수했다.
많은 현대 역사가들은 파르티아를 상대로 전쟁을 일으키기로 한 트라야누스의 결정이 경제적 동기 때문이라고 생각하며, 아라비아 합병 이후, 트라야누스는 보스트라에서 홍해에 있는 아일라를 연결하는 트라이아나 노바 가도라는 새로운 도로를 지었다. 이것은 페르시아만에 있는 카락스가 직접적인 로마 통제권 밖에 있는, 유일하게 남아있던 인도 무역로의 서쪽 종점지라는 걸 의미했으며, 이러한 통제권은 수입품의 가격을 낮추고 극동 지역과 로마의 교역으로 인한 적자가 만들어낸 귀금속의 유출을 제한시키는 데 중요했다.
팔미라 대상들과 카락스 간의 실제 접촉은 여러 팔미라의 시민들이 카락스에서 관료직을 갖는등의 영예를 누렸다는 것을 전하는 이 당시 팔미라의 금석문에 잘 기록되었기에, 카락스가 로마 제국과 교역을 했다는 것은 분명했다. 또한, 교역이 시작된 뒤 카락스의 통치자들의 영토는 바레인의 섬들 (트라야누스가 죽은 뒤 얼마 안되어 팔미라 시민들은 사트라프라는 관료직으로 있었는데, – , 이 지위는 카락스의 파르티아 왕들이 임명했다) 포함되어 있을 수 있는데, 이 점은 페르시아만 지역으로 로마의 헤게모니 확장의 가능성을 나타냈다. 이 경우에 트라야누스의 원정 뒤에 있는 정당화는 파르티아의 통제권하에 있는 소수의 셈족 (아랍) 도시들을 통한 극동 무역 체계를 무너트리고 대신에 이 무역 체계를 로마의 통제권하에 두려는 것 중 하나일 것이다.
다키아 정복 중에, 트라야누스는 이미 시리아 보조 군단에 도움을 청했었는데, 이 보조 군단의 베테랑 병사들은 시리아 상인들과 함께, 이후 다키아의 식민화에 중요한 역할을 했었다. 그는 낙타병을 포함해, 팔미라군들을 자신의 병력으로 보충했고, 따라서 카락스 합병이라는 궁극적 목표에 팔미라의 지원을 명백히 확보했다. 심지어는 트라야누스가 아르메니아를 합병한 원정 이전에도, 그는 파르티아가 페르시아만의 교역 흐름을 방해하고 혹은 다뉴브 지역의 로마 국경에 문제를 조장하는 것을 막기 위해, 메소포타미아 전역을 합병하려고 했었다라고 말할 수 있다.
추정상의 극동 교역로에 대한 파르티아 "통제권"이 불확실하고 기껏해야 중국 사료에 선택적 읽기에 근거하며, 파르티아를 통한 육로 교역이 파르티아 당국에 해를 입지 않았고 오로지 민간 경영 부문의 의지에 맡겨진 것으로 보았을 때, 다른 역사가들은 이 동기를 부정한다. 2세기 메소포타미아의 상업 활동은 이 자체에 대한 일치된 로마 제국의 정책의 표시가 없던 채로, 로마 제국 안팍의 사람들이 공유하는 공통적 현상였던 것으로 보인다. 알리멘타 경우에서처럼, 모제스 핀리와 폴 벤 같은 학자들은 트라야누스의 전쟁 뒤에 있는 외국 교역 "정책"에 대한 전반적인 생각이 구시대적이라고 여기며, 이들에 의하면, 인두세와 관세를 징수하는 것 –  외에 로마의 극동과의 사치품 교역에 대한 유일한 관심사는 경제 정책이 아닌, 도덕적이고 사치품의 "관대함"에 대한 불쾌함이 연관된 것이었다. 결정적 증거가 없는 가운데, 로마와 인도 간의 교역은 교환되는 귀금속의 양의 면에서 꽤나 균형잡혔던 것으로 보이며, 로마의 황금 유출의 대한 견해에 대한 출처 자료 중 하나(소 플리니우스의 숙부인 대 플리니우스)는 갠지스 평원을 로마 제국의 황금의 근원 중 하나라고 일찍이 묘사했다. 따라서, 고대 경제에 대한 그의 논쟁의 여지가 있는 저서에서, 핀리는 트라야누스의 "파르티아에 대한 심각히 오판하고 값비싼 공격"이 현대 역사가들의 저서만 존재하는 흔한 공통점인 로마의 "상업적 전쟁"의 예시가 되었다라고 여겼다.
다른 관점은 카시우스 디오가 말했던 유일한 견해인, 이 전쟁을 영토 합병과 명성이라는 미끼에 꾀어 유발되었다라고 보는 것이다.
영토 정복이 세금 징수, 특히나 로마 제국으로 들어오는 모든 상품들에 과세되는 25%의 세금인, 테타르테(tetarte)와 연관이 되어있는 한, 누군가는 트라야누스의 파르티아 전쟁이 "경제적" 동기를 지녔다라고 말할 수 있다. 또한, 로마의 방식으로 알렉산드로스 대왕의 동방 정복을 모방하는 선전적 가치도 있었다. 쿠샨 제국에서 온 대사들이 다키아 정복에 대한 기념 행사에서 참석했던 것으로 보이는 사실은 인도를 정복하는 데 단지 로마군 70,000명이 필요하다고 썼던 플루타르코스 같은 일부 그리스-로마 지식인들과 더불어 트라야누스의 가까운 지인들을 마케도니아의 동방 정복을 재현함으로써 얻게 되는 전리품에 대한 위험한 꿈을 부추겼을 수도 있다.
또한, 확장주의적 정책에 대한 트라야누스의 애착은 제국의 확장 정책에 헌신적인 히스파니아 출신의 강력한 보수주의 원로원의원 무리, 그 중에서도 가장 강력한 리키니우스 수라의 지원을 받아 가능할 수 있었다. 이와는 반대로, 로마인들에게, 그들의 제국은 원칙적으로 한계라는 게 없었고, 트라야누스는 이상과 현실을 일치시킬 수 있는 기회를 이용했을 뿐만이라고도 설명이 가능하다.
마지막으로 트라야누스의 본래 목표가 로마령 아르메니아에 보호를 제공하기 위해 하부르강(카부르강)의 물길을 따라 북부 메소포타미아를 가로지르는, 로마 제국의 동방 국경 지대를 좀 더 방어할 수 있도록 하는, 순전히 군사적이고 꽤나 평범한 것이라 생각하는 현대 사학자들도 있다. 이 해석은 모든 이후의 로마의 대 파르티아 전쟁들의 목표들이 파르티아 그 자체에 로마의 주둔군을 세우는 데에 있었다는 사실에서 지지를 받는다.

## 전쟁 과정

### 계획
파르티아 원정은 10개 군단이 동방 전역에 모이는등 사전에 신중히 기획되었으며, 111년 이래로 소 플리니우스의 서한은 비티니아의 속주 당국들이 통과하는 병력들의 보급을 담당해야만 했고, 지역 도시 의회와 의회 인원들 각자가 직접 병력들을 보급함으로 인해 증가한 비용들의 일부를 짊어져야 했다는 사실을 증명한다. 따라서 이 의도된 원정은 시작 시기부터 엄청난 비용이 들었다.

### 아르메니아
트라야누스는 먼저 아르메니아로 진격하여, 파르티아가 임명한 왕인 파르타마시리스 (이후 로마군에 구금된 상태에서 의문의 사고로 살해당했으며, 나중에 프론토는 그가 로마의 선의를 저버렸다고 묘사했다)를 폐위시켰으며, 캅카스와 흑해의 동부 해안의 여러 민족들에게 현재 벌어지는 로마의 패권 인정을 받으며 아르메니아를 로마 제국의 속주로 병합했고, 이 과정은 114년 말까지 그를 바쁘게 했다. 동시에, 다키아 전쟁 기간 자신의 고향인 마우레타니아지역의 부대를 지휘하며 직접 자기 자신이 뛰어난 기병 지휘관이라는 걸 보여준 루시우스 퀴에투스 군단장 지휘하의 로마군의 행렬이 아르메니아의 아락세스강을 건너 메디아 아트로파테네와 마르디인들의 땅 (오늘날 길란주)으로 향했다.
퀴에투스의 군사행동이 동쪽 방향으로 카스피해에, 북쪽 방향으로는 캅카스 구릉지대로 향하는 새롭고, 좀 더 방어할 수 있는 로마 국경의 확장을 목표를 가지고 그런 거일 수 있다.

### 메소포타미아
그 이후 사건들의 시간 순서는 불분명하지만, 115년 초에 트라야누스가 메소포타미아에서 군사 활동에 돌입했고, 티그리스강과 유프라테스강 사이에 지역을 합병하기 위해 타르수스산맥 아래로 내려갔다고 보통 믿어진다. 트라야누스는 해당 지역을 확보하기 위하여 진로를 따라 영구적인 수비대를 배치했다. 그가 서쪽에서 동쪽으로 향하는 동안에, 루시우스 퀴에투스는 카스피해에서 병력들과 함께 서쪽으로 움직이며, 양 측은 훌륭한 양동 작전을 해냈고, 이에 대한 확실한 결과는 트라야누스가 니시비스, 바트네 등의 북부 메소포타미아 지역의 도시들을 점령하여 메소포타미아 속주로 만들고, 아브가르 7세가 공개적으로 트라야누스에게 굴복한 오스로에네 왕국을 로마의 보호령으로 포함시키는 등, 파르티아 제국 영토에 로마의 존재감을 세우는 것이었다. 이 과정은 아르메니아와 메소포타미아가 로마인의 권위 아래에 놓였다는 걸 알리는 주화들이 주조된, 116년 초에 완료된 것으로 보인다. 카부르강과 싱가라 주변 산맥들 사이에 지역이 새로운 국경으로 여겨져 요새들로 둘러싸인 도로들이 설치된 것으로 보인다.

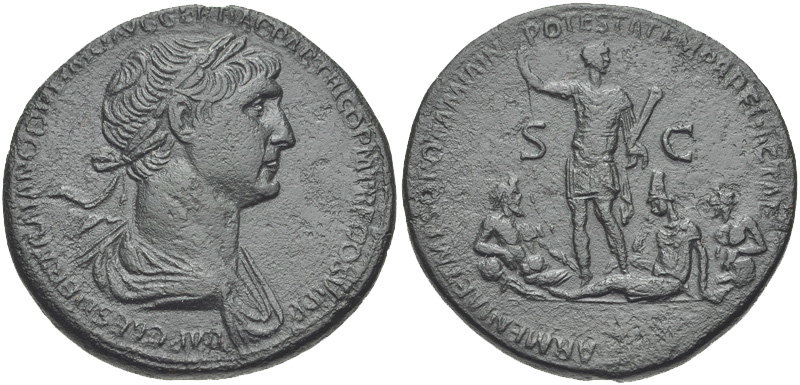
116년에 트라야누스의 파르티아 승리를 기념하는 세스테르티우스. 앞면: 월계관을 쓴 트라야누스의 흉상. 명각: IMP. CAES. NERV. TRAIANO OPTIMO AVG. GER. DAC. PARTHICO P. M., TR. P., COS VI, P. P.; 뒷면: 엎드리고 있는 아르메니아 (티아라를 착용하고 있음)와 티그리스, 유프라테스강의 우상화된 모습 사이에 서있는 트라야누스. 명각: ARMENIA ET MESOPOTAMIA IN POTESTATEM P. R. REDACTAE (로마인의 권위 아래에 놓였다) - S. C. (Senatus Consultus, 원로원이 발행함).

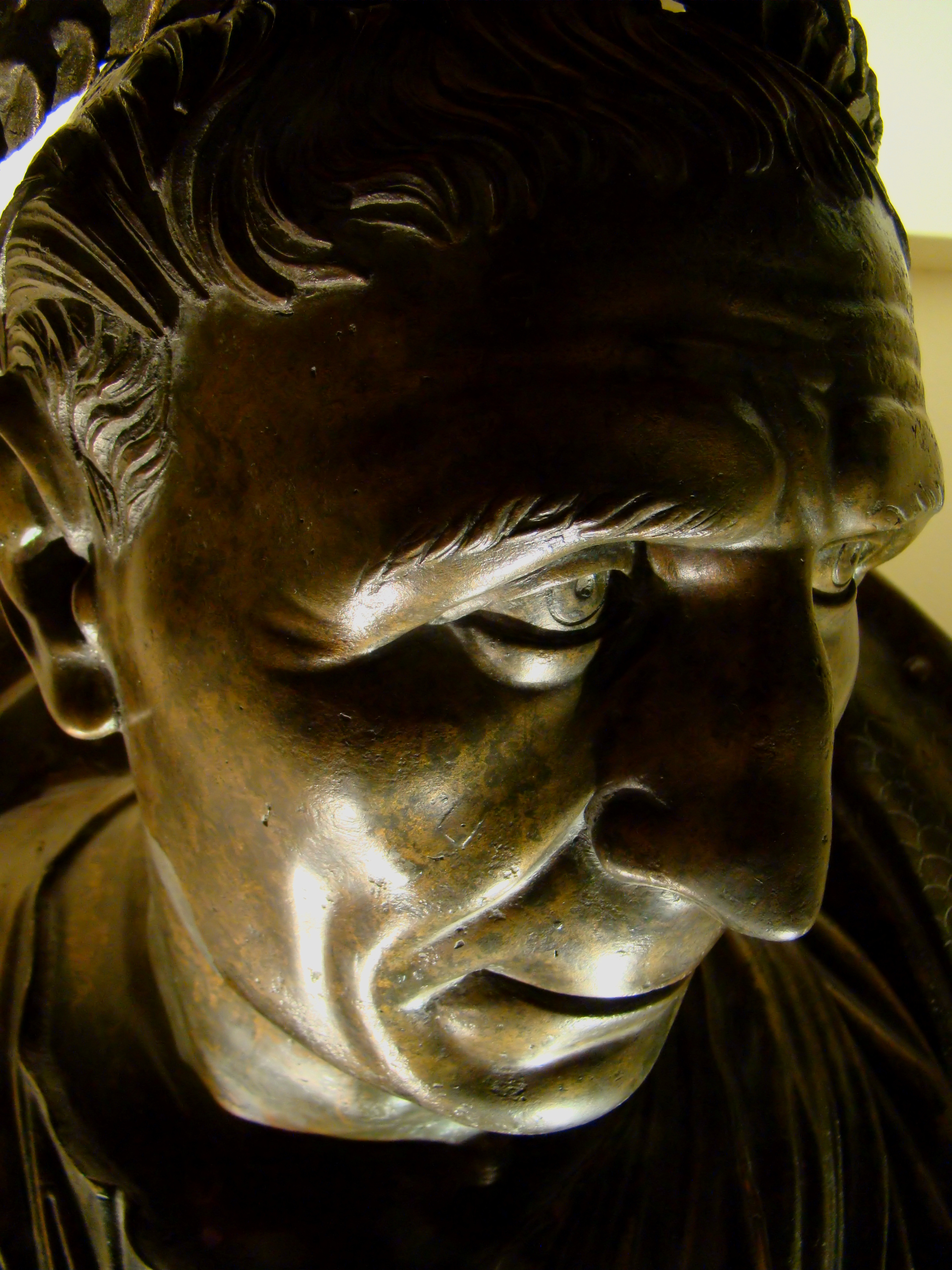
말년의 모습을 한 트라야누스의 청동 흉상 (터키 앙카라 아나톨리아 문명 박물관 소장

문헌 자료에 의하면 집정관 중 한 명인 M. 페도 비르길리아누스의 목숨을 앗아간, 극심한 지진에서 간신히 탈출했다고 전해진)안티오키아에서 115/116년 기간 겨울을 쇤 후, 트라야누스는 자신의 전체 결과에 역효과를 낳게 된 지나치게 야심적인 목표였던 메소포타미아 전역을 점령하겠다는 생각으로 116년에 다시 전장으로 향했다. 일부 현대 역사가들은 116년의 원정이 "사전적 무력 시위" 파르티아 정복을 목표로 한 것이 아닌, 동방 무역로에 대한 로마의 통제권을 강화하려는 데 둔 "예방적 무력 시위"를 달성하는 것이었다고 한다. 그러나 로마 군사 편제에 대한 전반적인 인력 부족은 이 원정이 시작부터 좋지 못했음을 나타냈다. 파르티아 원정 전에 트라야누스가 새로운 군단을 모집하지 않은 것은 주목할만 사실인데, 새로운 시민계층 입대 자원들이 이미 과도하게 사용되었기 때문이었다.
사료들이 이 원정의 묘사에 대해 전해주는 것에 한해서, 한 로마 군단이 아디아베네로 향하여 티그리스강을 건넜고, 남쪽으로 방향을 바꾸어 아데니스트라이를 점령했고, 두 번째 군단도 남쪽으로 티그리스강을 따라 내려가, 바빌론을 점령했으며, 트라야누스 본인은 자신을 기념한 개선문을 세운 두라 에우로포스에서 배를 타고, 율리아누스 원정 시기에도 여전히 볼 수 있었던, 그가 세운 "연단"이 있었던 오조가르다나를 통과하여 유프라테스강으로 내려갔던 것으로 보인다. 유프라테스강과 티그리스강 사이에 좁고 가느다란 지역에 도착한, 그는 땅위로 자신의 함대를 티그리스강 쪽으로 끌고 갔고, 셀레우키아 그리고 마침내 파르티아의 수도 크테시폰을 함락시켜냈다.
그는 계속해서 페르시아만이 있는 남쪽으로 향했고, 이때, 티그리스강의 해소에서 함대와 함께 벗어난 이후, 그는 카락스의 통치자 아탐벨루스 (Athambelus)의 항복을 받았다. 그는 바빌론을 로마 제국의 새로운 속주로 선포하고 페르시아만 해안에 자신의 조각상을 세우게 했으며, 그 후에 그는 원로원에 종전 선포를 알리고 그가 더 이상 진격하고 알렉산드로스 대왕의 정복을 재현하기에 나이를 많이 먹었음을 비통해하는, 월계수로 장식된 편지를 보냈다.
위에서 언급된 팔미라와 관계를 지녔던 카락스가 사실상 독립 왕국이었기에, 페르시아만에 대한 트라야누스의 점령 시도는 그 지역에 대한 팔미라인들의 관심사와 일치했을 수도 있다. 또다른 이론은 카락스의 지배자들이 파르티아의 바빌론에 대해 확장주의적 야심을 갖고 있었고, 이들에게 트라야누스와 동맹을 맺을 명분을 주었다라는 것이다. 파르티아의 여름 수도 수사 역시도 확실하게 로마군에 점령되었다.
후기 문헌 자료들 (화폐나 비문 등으로는 확인받지 못함)에 따르면, 아시리아 속주 역시도 공표되었으며, 명백히 아다아베네의 영토를 차지했다. 인도 무역에 대한 국고행정 혹은 단순히 유프라테스강과 티그리스강에서 교역되는 상품에 대한 관세 지불 (portoria)에 대하여 몇 가지 대책들이 고려된 것으로 보인다. 이후 트라야누스에 대한 저항을 유발한 것이 세금 징수와 징발 및 토착 유력자들의 특권들을 다루는 등에 있어서, 로마 속주 행정의 표준 경향에 따라, 새롭게 정복한 영토의 행정에 대한 "간소화"일 가능성이 있다.
몇몇 현대 역사가들에 따르면, 트라야누스가 파르티아의 해안을 약탈하라 명령하고, 그뿐만 아니라 자그로스산맥을 넘어 동쪽으로 이란고원으로 향하는 길목들을 차지하고 있던 산악 부족들에게 커진 로마의 종주권을 나타내고, 로마와 쿠샨 제국 간에 직접적인 접촉 방법을 세우는 등.으로 페르시아만에 머무는 동안 바빴을 것이라 한다. 상대적으로 기병에 약점이 있던 로마군에게 있어 이란고원은 불리했을 이란고원 그 자체로 진출하려는 시도는 이뤄지지 않았다.

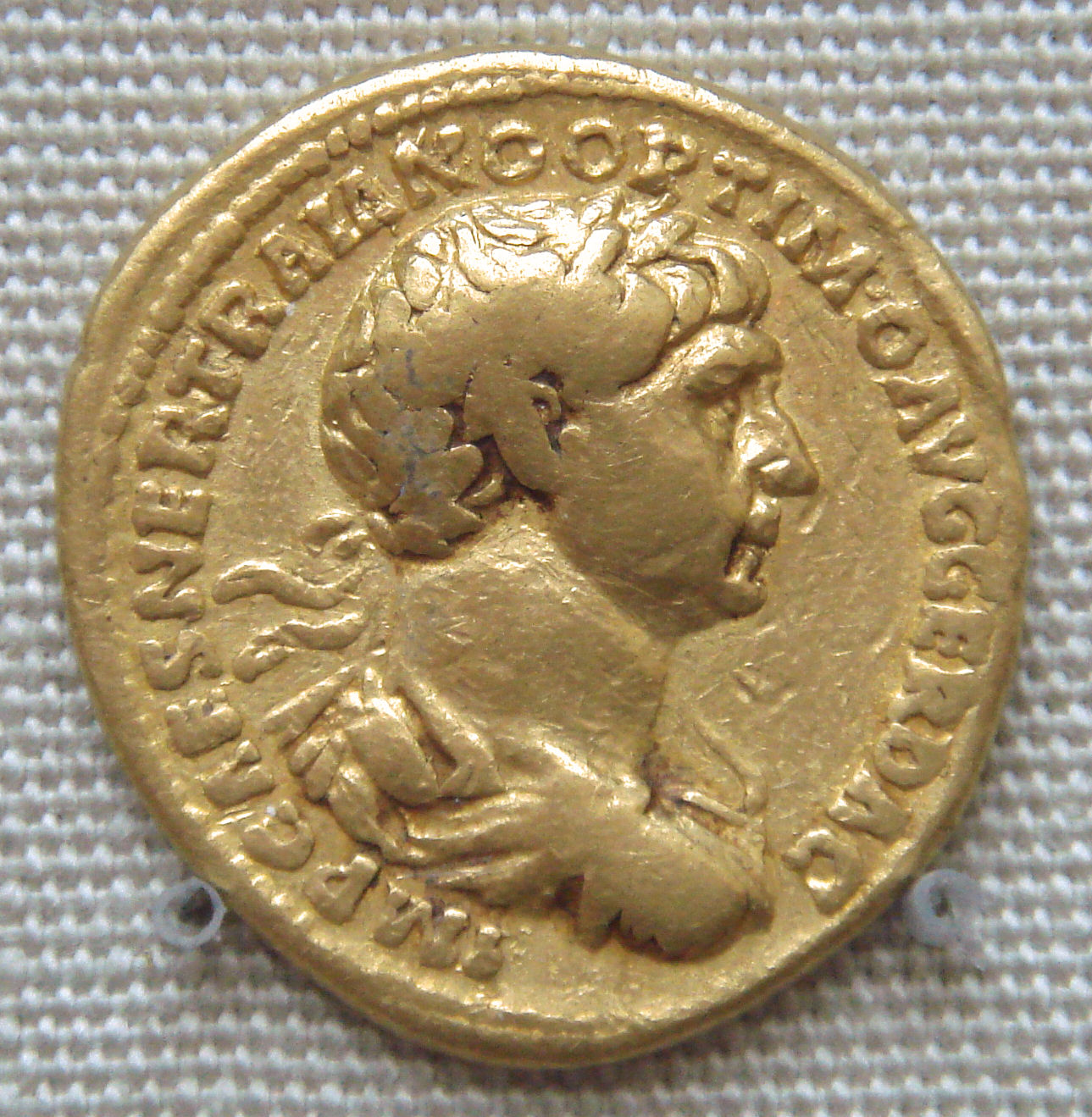
아프가니스탄의 아힌 포슈 불교 수도원에서 쿠샨의 통치자 카니슈카의 주화들과 함께 발견된 트라야누스의 주화. 명각: IMP. CAES. NER. TRAIANO OPTIMO AVG. GER. DAC.

트라야누스는 페르시아만을 떠나, 기원전 323년에 알렉산드로스가 사망했던 저택에서 그에게 제물을 바칠 의도로 바빌론으로 갔으나 파르티아 왕 오스로에스 1세의 조카이자 추정상 사카족 궁병들의 지원으로 강화된 기병 전력을 유지했던 사나트루케스가 일으킨 반란이 메소포타미아와 아르메니아에서 로마의 위치를 위태롭게 했다. 트라야누스는 최소한 부분적으로, 로마의 직접 통치하 있던 파르티아 영토를 포기함으로써 이 사태를 해결하고자 했다.
트라야누스는 2개의 병력을 북부 메소포타미아로 보냈으며, 루시우스 퀴에투스 휘하의 제1군은 반란군들에게서 니시비스와 에데사를 탈환해냈고, 이 과정에서 아브가루스 왕을 폐위시키고 살해한 것으로 보이며, 아피우스 막시무스 산트라 (아마 마케도니아의 총독) 휘하의 제2군은 패배했고 산트라 역시 전사했다. 116년 말에 트라야누스는, 퀴에투스와 마르쿠스 에루키우스 클라루스, 티베리우스 율리우스 알렉산데르 율리아누스 등 두 군단장의 도움으로, 사나트루케스가 전사한 전투에서 파르티아군을 격퇴시켜냈다 (트라야누스가 성공적으로 지지를 얻어낸, 오스로에스의 아들이자 사나트루케스의 조카인 파르타마스파테스의 도움을 받았을 수도 있음). 셀레우키아를 탈환하여 불태운 뒤에 트라야누스는 공식적으로 오스로에스를 폐위시키고, 종속국 지배자라는 왕위에 파르타마스파테스를 앉혔다. 이 사건은 동전에 종속국 왕국 지위(REX PARTHIS DATUS, "이 왕은 파르티아인들에게 주어진 것")라는 파르티아의 격하로 기념되었다.
트라야누스는 새로운 아르메니아(이미 아르메니아의 일부를 사나트루케스의 아들 볼로게세스에게 넘겨주는 대가로 휴전협정을 수락했었다)와 메소포타미아 속주에서 할 수 있었던 일을 계속하기 위하여 북쪽으로 물러갔다.

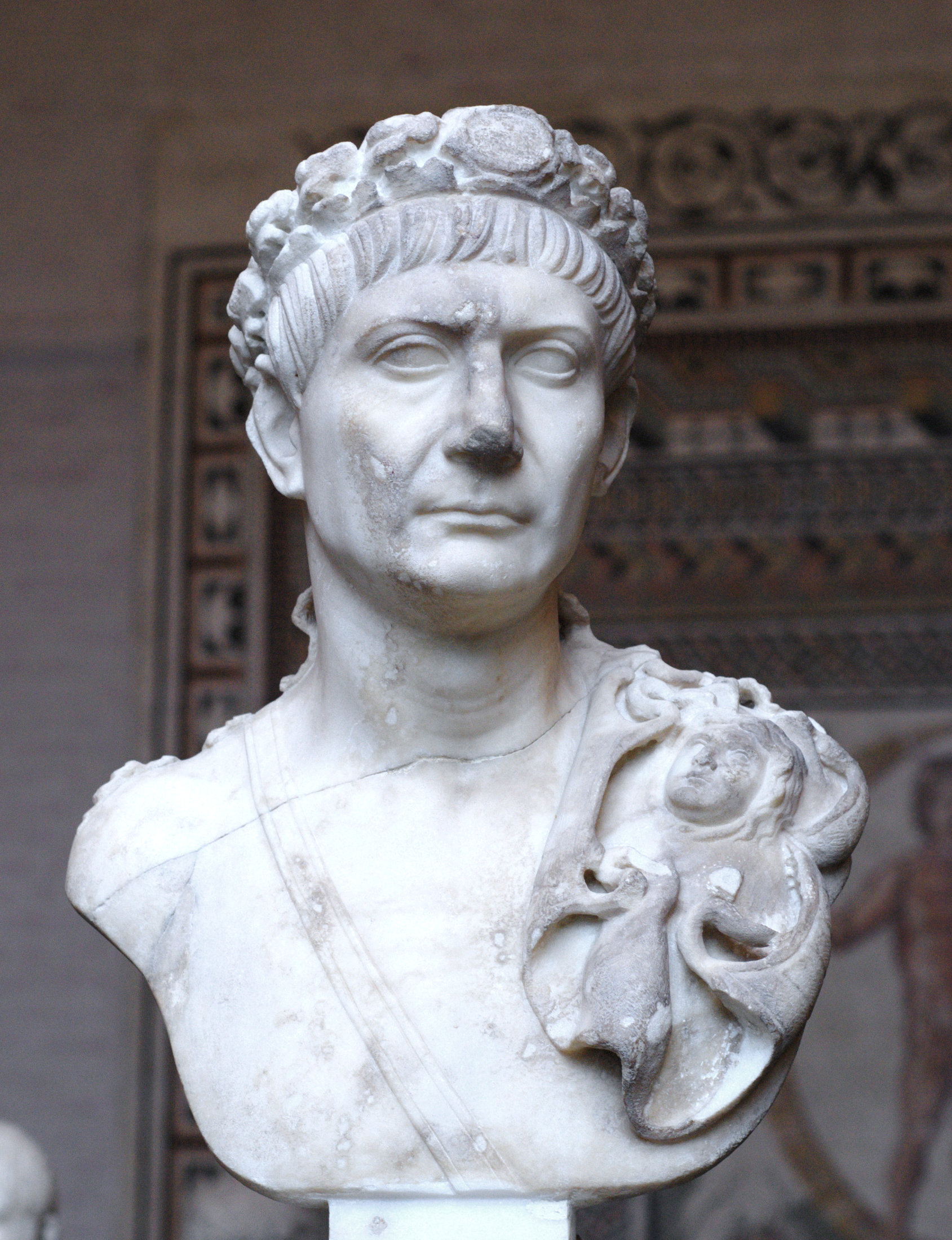
뮌헨 글립토테크에서 소장 중인 트라야누스 흉상

트라야누스의 건강이 악화되기 시작된 시점이 바로 이때였다. 후방에 있던 티그리스강의 요새 도시 하트라가 반복된 로마군의 공격을 계속해서 버텼다. 그는 직접 공성전에 참여했고, 타오르는 열기 속에서 그가 열사병을 겪었을 수 있다.

### 유대인의 반란
얼마 안 있어, 로마 제국의 동부, 그 중에서도 이집트, 키프로스, 그리고 키레나이카 (아마 이 사태의 원인 지역이었던 걸로 추정)에 있던 유대인들이 토착 지역의 신앙자들을 상대로 한 종교적 반란 폭동을 일으켰다. 이 사건이 차후에 키토스 전쟁이라는 이름 붙은 대대적인 반란이다. 또다른 반란이 아마도 로마의 점령에 반대하는 일반적인 반응의 일환으로서, 북부 메소포타미아의 유대인 지역사회들로 퍼져나갔다.
트라야누스는 이 반란들을 진압하기 위해서 병력을 철수시킬 수밖에 없었다. 그는 이 철수를 단순한 일시적 후퇴로 보았으나, 그는 결코 다시는 야전에서 군대를 지휘할 수 없는 운명이었고, 당시에 (117년 초) 유대 속주 총독이었고 속주 내에 유대인들의 동요를 일찍이 처리해야만 했던 루시우스 퀴에투스에게 자신의 동방 병력들을 넘겨주었다. 퀴에투스는 자신의 임무들을 성공적으로 수행하여서 이 전쟁은 차후에 퀴에투스의 오탈자인 키투스가 되며 그의 이름이 붙여졌다.
퀴에투스는 그의 승리들로 다음 해 (118년)에 집정관직을 약속받았으나, 이 약속이 일어나기 전인, 하드리아누스 집권기에 시작된 피비린내 나는 숙청 기간에 살해당했으며, 숙청 기간에 퀴에투스와 다른 세 명의 전직 집정관들은 황궁의 친위대 사령관 아티아누스에 의해 음모에 대한 불분명한 책임으로 재판을 받은 후에 사형에 처해졌다. 퀴에투스와 동료들이 지닌 군대 내 인기 및 트라야누스와 긴밀한 사이인점을 우려하여 하드리아누스가 자신의 직권으로 이들을 처형했다라는 이론도 있다.
대조적으로, 유대 반란에 대한 진압을 맡은 차기 저명한 로마 인물은 키레나이카의 반군 지도자 루쿠아스를 처리한 기사 계급의 퀸투스 마르키우스 투르보이며, 하드리아누스의 신뢰를 지켜내며, 마침내 그의 친위대 사령관이 되었다. 모든 네 명의 집정관들이 최고 자리에 있는 원로원의원들이었고 이런 지위들이 황제의 권력 (capaces imperii)을 장악할 수 있다고 여겼기에, 하드리아누스는 잠정적 경쟁 상대들에게 사전 공격이라는 결정을 내렸던 것으로 보인다.

### 사료
트라야누스의 파르티아 전쟁에 관한 현존하는 문헌 자료들이 파편적이고 흩어져 있기에, 그 기록들을 적절한 사료라고 하기가 어려우며, 이런 점은 이 전쟁의 정확한 사건 및 궁극적 목적에 대해 오랜 기간 지속되고 있는 논쟁을 야기했다.

## 참고 문헌
- Bennett, Julian (2001). 《Trajan. Optimus Princeps》. Bloomington: Indiana University Press. ISBN 978-0-253-21435-5.
- (프랑스어)Choisnel, Emmanuel (2004). 《Les Parthes et la Route de la Soie》. Paris: L'Harmattan. ISBN 978-2-7475-7037-4.
- Edwell, Peter (2007). 《Between Rome and Persia: The Middle Euphrates, Mesopotamia and Palmyra Under Roman Control》. Abingdon: Routledge. ISBN 978-0-203-93833-1.
- Finley, M.I. (1999). 《The Ancient Economy》. Berkeley: University of California Press. ISBN 978-0-520-21946-5.
- Găzdac, Cristian (2010). 《Monetary Circulation in Dacia and the Provinces from the Middle and Lower Danube from Trajan to Constantine I (AD 106–337)》. Cluj-Napoca: Mega. ISBN 978-606-543-040-2.
- Luttwak, Edward N. (1979). 《The Grand Strategy of the Roman Empire: From the First Century A.D. to the Third》. Baltimore: Johns Hopkins University Press. ISBN 978-0-8018-2158-5.
- Mommsen, Theodor (1999). 《A History of Rome Under the Emperors》. London: Routledge. ISBN 978-0-203-97908-2.
- Sidebotham, Steven E. (1986). 《Roman Economic Policy in the Erythra Thalassa: 30 B.C. – A.D. 217》. Leiden: Brill. ISBN 978-90-04-07644-0.
- (프랑스어) Veyne, Paul (2001). 《La Société Romaine》. Paris: Seuil. ISBN 978-2-02-052360-8.
- (프랑스어)Veyne, Paul (2005). 《L'Empire Gréco-Romain》. Paris: Seuil. ISBN 978-2-02-057798-4.
- Young, Gary K. (2001). 《Rome's Eastern Trade: International Commerce and Imperial Policy 31 BC – AD 305》. Abingdon: Routledge. ISBN 978-0-203-47093-0.